# 戸田欽堂
戸田 欽堂（とだ きんどう、嘉永3年7月19日（1850年8月26日） - 明治23年（1890年）8月10日）は日本のクリスチャン実業家。政治活動家。小説家。
幼名は唯之助、通称は三郎四郎、別名は氏益。戸田氏共は兄。

## 生涯
1850年大垣藩主戸田氏正の四男として生まれた。生母は妾、高島嘉右衛門姉のセン（あるいはキテ）。幼名を唯之助と言った。後に、三郎四郎になり、元服して氏益になり、家禄3500石になる。一説には四歳で旗本の戸田監物の養子となり名を氏益から欽堂にあらためる。
1871年、藩知事であった兄・戸田氏共に同行して渡米する。帰国後、ミッションスクールの築地大学校で学び、1874年にクリストファー・カラゾルス宣教師より洗礼を受ける。1874年10月18日、カラゾルス宣教師と原胤昭、田村直臣、鈴木舎定、都築馨六、渡辺信ら11人の築地大学校の同級生と共に東京第一長老教会（現・日本基督教団新栄教会）の建設に関わった。
築地大学校の同級生原胤昭と協同出資して、東京銀座通にキリスト教書店「十字屋」を設立した。1876年にミッションを離れて、銀座に日本独立長老教会を設立して、幸福安全社という自由民権運動の拠点になった。1880年には、日本最初の政治小説『民権講義情海波瀾』を書く。また、紙腔琴を発明した。